# سيريل إسحاق
سيريل إسحاق (بالإنجليزية: Cyril Isaac)‏ هو سياسي أسترالي، ولد في 14 أكتوبر 1884 في أستراليا، وتوفي في 17 سبتمبر 1965 في أستراليا. حزبياً، نشط في حزب أستراليا المتحدة والحزب الليبرالي الأسترالي. وقد انتخب Members of the Victorian Legislative Council ‏ (1940 – 1952).